# Twin City
Twin City es una ciudad ubicada en el condado de Emanuel en el estado estadounidense de Georgia. En el año 2000 tenía una población de 1.752 habitantes.

## Geografía
Twin City se encuentra ubicada en las coordenadas 32°34′50″N 82°9′28″O / 32.58056, -82.15778 (32.580420, -82.157776).
Según la Oficina del Censo, la localidad tiene un área total de 9,3 km² (3,6 mi²), de la cual 9,3 km² (3,6 mi²) es tierra y 0 km² (0 mi²) (0.00%) es agua.

## Demografía
Según la Oficina del Censo en 2000 los ingresos medios por hogar en la localidad eran de $21,348, y los ingresos medios por familia eran $24,861. Los hombres tenían unos ingresos medios de $23,661 frente a los $13,370 para las mujeres. La renta per cápita para la localidad era de $9,813. 